# Ostrożnie Yeti
Ostrożnie Yeti – polska komedia filmowa z 1960 roku w reżyserii Andrzeja Czekalskiego. 

## Zarys fabuły
Do Polski trafia skrzynia z Indii, w której ma się znajdować Yeti. Jednak skrzynia jest pusta. Zaczynają się poszukiwania.

## Obsada aktorska
- Jarema Stępowski − profesor Karol
- Stefan Bartik − złodziej Karol
- Bogusz Bilewski − gangster
- Mieczysław Czechowicz − milicjant
- Wiesław Gołas − gangster
- Zdzisław Leśniak − gangster
- Józef Nowak − sierżant „Stokrotka”
- Wojciech Pokora − gangster
- Saturnin Żórawski − „Garbaty Józio”, szef gangsterów
- Janusz Paluszkiewicz − „recepcjonista” w więzieniu
- Zygmunt Listkiewicz − kelner wznoszący toast za zdrowie Yeti
- Tomasz Zaliwski − pan młody
- Bronisław Pawlik − kierowca
- Barbara Kwiatkowska-Lass – panna młoda (niewymieniona w czołówce)

## Produkcja
Zdjęcia kręcono w Warszawie (m.in. Okęcie, plac Defilad, ul. Żeromskiego, Most Poniatowskiego, Ogród Zoologiczny, Klasztor Braci Mniejszych Kapucyńskich przy ul. Kapucyńskiej).